# Eugénisme sous le Troisième Reich

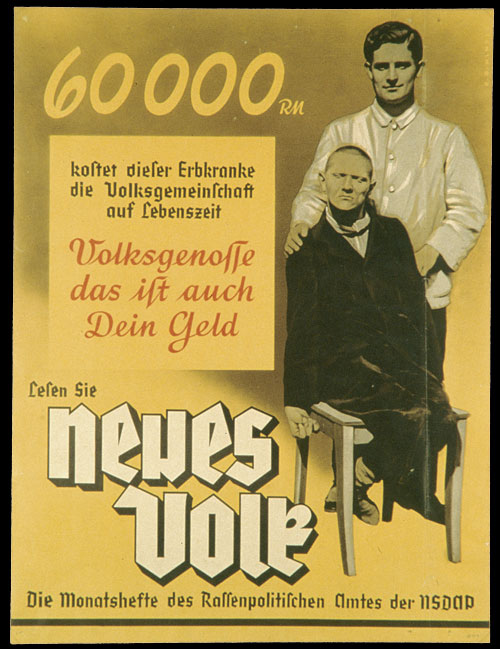
Cette affiche de 1938 indique : « 60 000 Reichsmarks, c’est ce que cette personne souffrant d’une maladie héréditaire coûte à vie à la communauté nationale. Compatriote, c’est aussi ton argent. Lisez le Neues Volk, le mensuel du Rassenpolitisches Amt (Département de la politique raciale) du NSDAP ».

L'eugénisme est une des bases d'une politique eugéniste officielle du Troisième Reich dès 1933. Définie par un ensemble de lois et de décrets, cette politique s'est notamment traduite dans sa dimension criminelle par « l'euthanasie » des enfants handicapés, par le programme Aktion T4 d'euthanasie ainsi que par un vaste programme de stérilisations contraintes. Environ 400 000 personnes auraient été stérilisées dans le cadre de ce programme entre 1933 et 1945.

## Origines
Avant même l'arrivée d'Adolf Hitler au pouvoir, une majorité de scientifiques et une large partie de la classe politique allemande étaient favorables à l'eugénisme. Le concept pseudoscientifique d'hygiène raciale avait été inventé bien avant le nazisme.
Hitler s'est notamment inspiré de l'eugénisme américain, notamment de The International Jew. The world's Foremost Problem de Henry Ford dans lequel étaient présentées de manière très explicite et radicale ses propres conceptions antisémites et eugénistes dans la mouvance d'un courant eugéniste américain illustré entre autres par Madison Grant. Hitler considérait ainsi en 1924 à propos des États-Unis qu'« il y a aujourd'hui un pays où l'on peut voir les débuts d'une meilleure conception de la citoyenneté ».

## Objectifs
La politique eugéniste propre à l'Allemagne nazie, qui s’insère dans un programme plus vaste que l’on peut qualifier d’ « eugénico-raciste » s'inscrit dans un ensemble de lois, circulaires et décrets.
Les objectifs essentiels sont :
- d'une part un « eugénisme positif », dit d'amélioration de la « race », destiné à favoriser la fécondité des humains considérés comme supérieurs (politique nataliste, soutien familial, pouponnières, lebensborn…) ;
- d'autre part un « eugénisme négatif », dit de défense raciale, destiné d'abord (dès 1933) à éliminer des maladies héréditaires, puis tout groupe humain considéré comme racialement inférieur ou « impur », ou encore socialement indésirable.

## Le programme eugéniste nazi
La première étape est la loi de stérilisation eugénique du 14 juillet 1933 : Gesetz zur Verhütung erbkranken Nachwuchses « loi de prévention d'une descendance atteinte de maladie héréditaire ».

### Programme de stérilisations contraintes
Cette loi du 14 juillet 1933 est rédigée avec la participation active du docteur Arthur Gütt (médecin et haut fonctionnaire), de Falk Ruttke (de) (juriste) et Ernst Rüdin (psychiatre suisse).
Cette loi qui entre en vigueur le 1er janvier 1934 impose la stérilisation obligatoire pour les malades atteints de neuf maladies considérées comme héréditaires ou congénitales (entre parenthèses, la dénomination plus moderne s'en rapprochant) :
1. « Imbécilité congénitale » (handicap mental).
2. Schizophrénie.
3. « Folie cyclique » (trouble bipolaire).
4. Épilepsie héréditaire.
5. Chorée de Huntington.
6. Cécité héréditaire.
7. Surdité héréditaire.
8. Malformation grave.
9. Alcoolisme chronique grave.

Ces stérilisations ont fait l'objet d'un quasi-consensus dans la communauté médicale allemande. Gisela Bock conclut qu’environ 400 000 personnes ont été stérilisées entre 1934 et 1945, en incluant les territoires annexés par l’Allemagne après 1937 où la loi fut aussi appliquée.
La plupart des personnes stérilisées d'après cette loi entre 1934 et 1939 étaient considérées comme « malades mentales ».

### Avortement
L'Allemagne a ainsi durci la législation contre l'avortement pour les femmes considérées comme supérieures, alors que dans le même temps la circulaire secrète de 1934 aux Offices de la santé du peuple autorisait l'avortement pour les femmes si une « descendance héréditairement malade » était considérée comme prévisible. Le décret secret du 19 novembre 1940 a été plus loin en rendant obligatoire l'avortement pour les femmes « inférieures ».

### Dimensions sociale et raciale
D'autres pratiques ont été utilisées pour éliminer les personnes indésirables : euthanasie involontaire, camps de concentration pour les alcooliques, criminels, délinquants, asociaux divers, castration des criminels sexuels et des homosexuels, stérilisation des « bâtards de Rhénanie » (métis nés de mères allemandes et de pères, africains ou indochinois, des troupes coloniales françaises lors de l'occupation de la Rhénanie après la Première Guerre mondiale), élimination des handicapés, extermination des Roms et des Juifs.